# Brisinga panopla
Brisinga panopla är en sjöstjärneart som beskrevs av Fisher 1906. Brisinga panopla ingår i släktet Brisinga och familjen Brisingidae. Inga underarter finns listade i Catalogue of Life.